# 古罗马饮食
古罗马饮食文化(Ancient Roman cuisine)在古罗马兴盛的时代始终在变化。古罗马人的饮食习惯受到古希腊文化、从王政到共和的政治变化，以及帝国扩张的影响。罗马帝国的扩张使罗马人接触到很多其他地区的饮食习惯和烹饪技术。最初，古罗马各阶级的饮食没有太大不同，随着帝国富强，穷人和富人的食品逐渐拉开差距。

## 一日三餐

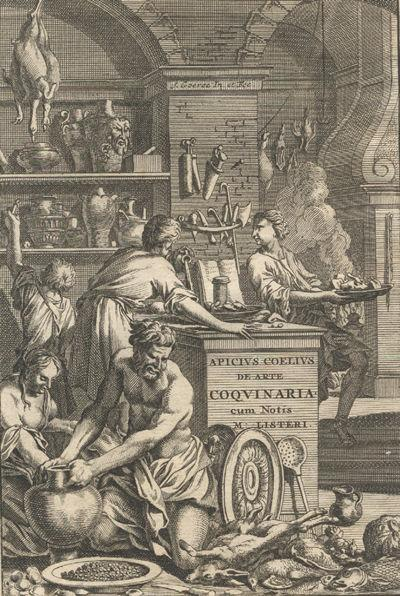
1709年出版的古罗马烹饪书《Apicius》卷首图

早餐被称为ientaculum传统上在黎明时吃。上午11点左右，古罗马人吃一点点食物作为午餐。晚餐叫cena，是一天的正餐。受到希腊文化影响，同时进口食品增加，贵族的晚餐分量和菜式越来越丰富，进餐时间也移到下午。早期在晚上吃的清淡餐点Vesperna逐渐消失。贵族还会在中午以前吃第二次早餐，称为prandium。社会中下层阶级则一直保留传统三餐习惯，因为传统进餐时间更符合体力劳动者的生活规律。
罗马人最常吃的主食是用二粒小麦（一种早期有芒小麦）做的圆饼蘸盐；中上层阶级也会吃鸡蛋、奶酪、蜂蜜、牛奶和水果。罗马帝国时期，人们开始用小麦做面包，越来越多的食物用小麦代替早期使用的谷物制作。有时人们用面包沾葡萄酒，与橄榄、奶酪、梳打饼和葡萄一起吃。人们也会吃野猪、牛肉、香肠、猪肉、羊肉、鸭、鹅、鸡、小鸟、鱼和贝类。
不从事体力劳动的上层阶级习惯上把所有工作安排在早上。午餐或第二次早餐以后便不再工作，去公共浴场进行社会活动。下午两点左右，晚餐Cena开始。这顿饭会一直吃到深夜，特别是家里有客人的时候，饭后接着酒宴comissatio。
在罗马王政时代和共和时代，晚餐的主要内容是粗粮麦片粥。帝国时代的平民仍然以此为主食。最简单的粥用二粒小麦、水、盐和动物油脂做成。比较奢侈的版本里含有橄榄油和什锦蔬菜。富裕家庭会以鸡蛋、奶酪和蜂蜜作为配菜，偶尔也会吃肉和鱼。
在共和时代，晚餐逐渐发展成两道菜：主菜和甜点。甜点通常用水果和海鲜（例如贝类和虾）做成。共和末期，晚餐常含有三道菜：前菜、主菜和甜点。

## 餐桌文化

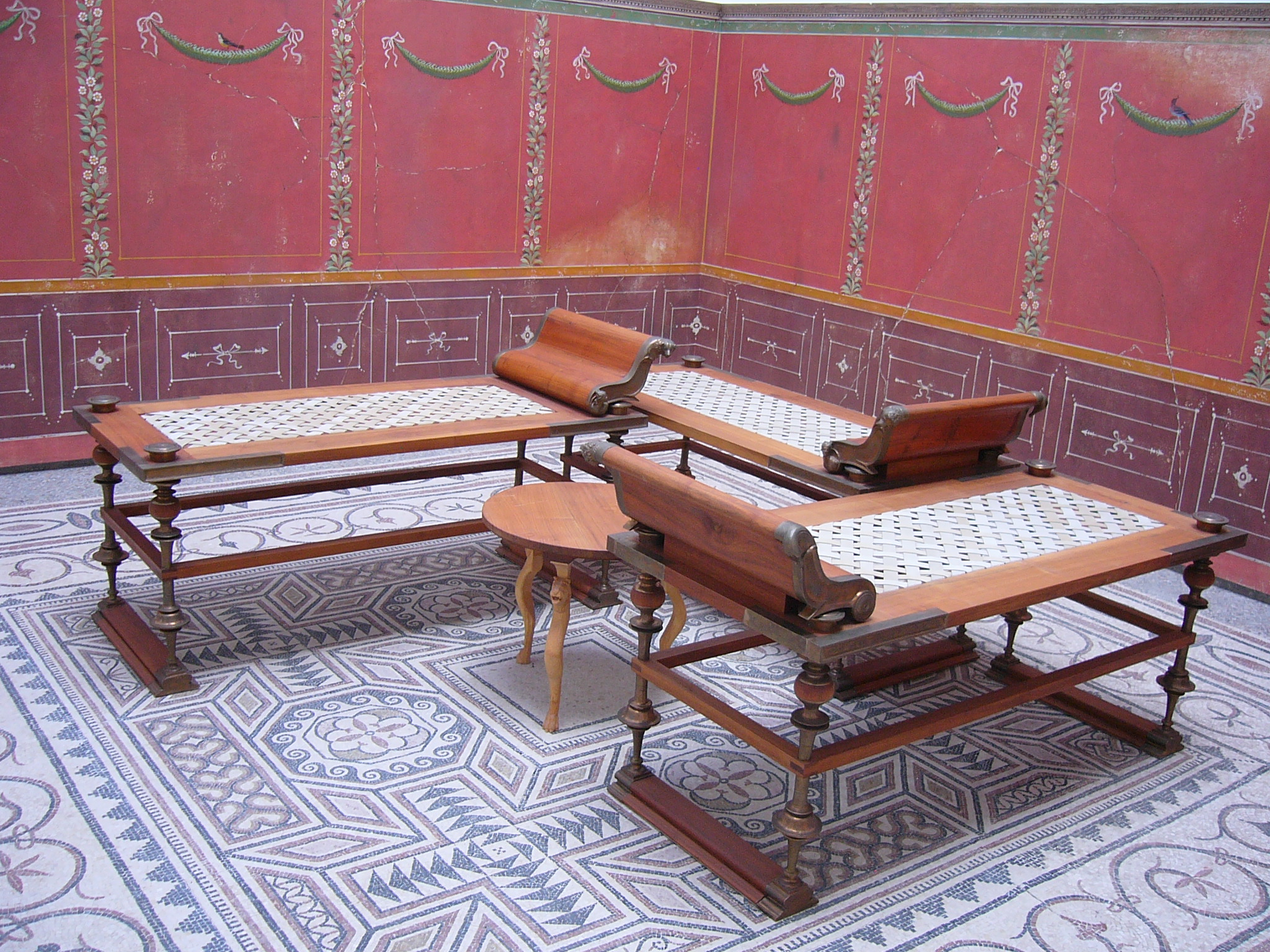
重现古罗马吃晚餐的“躺卧餐厅”

从共和时代起，罗马贵族的文化深受古希腊影响。随着财富不断增加，贵族的饮食越来越精致繁杂。当时人们不太重视食物的营养价值，相反，低热量和低营养的食物被视为高雅。容易消化和促进新陈代谢的食物尤为受人喜爱。
日常用餐会坐着，甚至站着吃。但正式晚宴要在专门的房间吃，后来这里被称为躺卧餐厅（triclinium）。用餐者躺在专门的躺椅上，每三张躺椅以“门”字形围绕一个圆桌，留空以便于奴隶收拾餐桌。在罗马王政时代和共和时代早期，只有男性可以在躺椅上吃饭。共和时代后期到帝国时代，妇女，尤其是贵族妇女也可以夹杂在男性中用餐。传统上，女性的躺椅要和她们丈夫或父亲的躺椅相邻，互成直角。躺椅周围也会摆更多小桌放饮料。
每张躺椅上最多坐三个人。人多的时候，所有人面向中央的小桌，手肘撑在垫子上，脚搭在躺椅外。所以一次聚餐最多有九个人坐正席。再来的客人不得不坐在椅子上。奴隶站在周围服务。
晚餐前，用餐者必须清洗手脚。取食物的主要工具是手指和大小两种勺子。小勺子一端是勺，另一端是尖针，可用来吃蜗牛，或者起到今天叉子的作用。大块的食物被送到餐桌上，在客人面前切开，分送到小盘里。用餐时会用餐巾擦嘴，每一道菜后，用餐者要再次洗手。客人可以自带餐巾，包走剩菜或赠送的礼品。一切不能吃的部分（如骨头或贝壳）都扔在地上，不时有一个奴隶来打扫。
罗马人夏天也会在户外吃饭。庞贝古城有很多石头躺椅放在花园里，以供人们赏景吃饭。

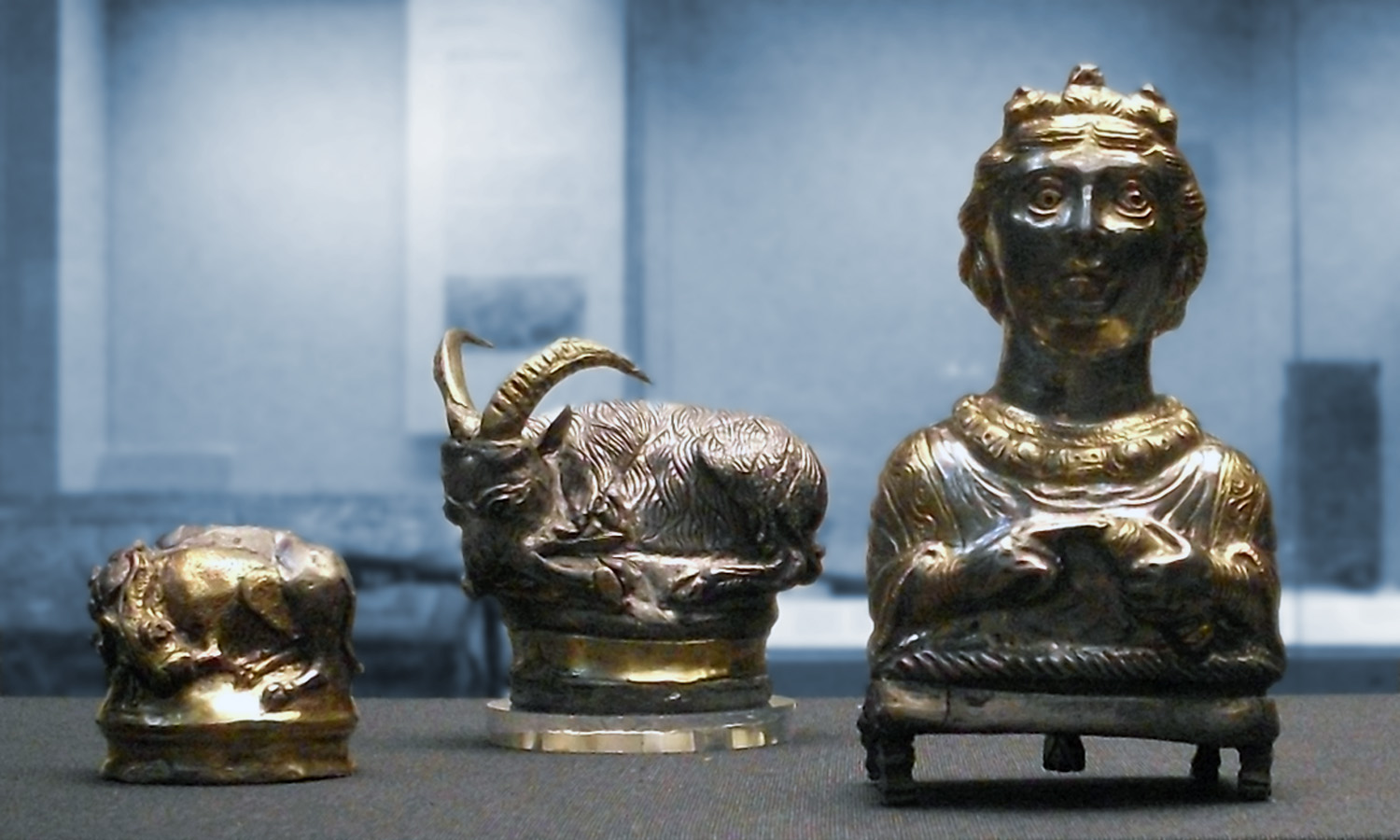
不列颠尼亚省发现的古罗马银胡椒罐

## 娱乐
设宴款待客人的时候，音乐家、杂技演员，诗人或舞蹈家会登台表演，席间谈话也是一次成功宴会的重要组成部分。共舞并不常见，因其不够端庄，而且和餐桌礼仪不相称。不过在酒酣耳热之际，相关礼仪常被抛于脑后。离开餐桌手舞足蹈是失态的行为，正确的礼貌是适当限制自己的举动。吃过主菜后，参加宴会的人要向房屋神献祭。祭品常包括肉、用藏红花染色的蛋糕和葡萄酒。

## 典型菜肴

### 前菜
前菜通常是清淡、开胃的小菜。盛大的酒宴会包括数道前菜，一个接一个为客人奉上。通常和前菜一起喝的酒叫mulsum，是葡萄酒和蜂蜜的混合物。
常用在前菜沙拉中的食物有：
- 蚕豆、鹰嘴豆、豌豆和羽扇豆是平民（农民、手工业者、普通士兵和角斗士）餐桌上常见的豆类。上层阶级更喜欢从埃及进口的小扁豆。
- 很多种蔬菜可以拌醋吃。羽衣甘蓝加盐煮熟也很流行。莙薘菜的茎和叶都被罗马人食用。
- 很多野菜被煮到烂熟，以强烈的香料调味，包括冬葵、葫芦巴、蓖麻和酸模。
- 一些腌制的水果和蔬菜被认为很开胃，包括橄榄、菊苣、甜菜、菜薊、锦葵、西兰花、芦笋、韭菜、胡萝卜、萝卜、欧防风、豌豆、四季豆、菜花、卷心菜、生菜、洋葱、黄瓜、小茴香、续随子、水芹。现代意大利人常吃的番茄、菠菜和茄子那时还没被引进。
- 蘑菇和松露。
- 炖或醃的蜗牛、生或熟的蛤蜊、海胆和小鱼。
- 共和时代后期，清淡的荤菜也可以被当做前菜。如睡鼠和一些小鸟。

前菜和主菜之间经常会上一道装饰用的菜肴。它的娱乐价值要大于实用价值。

### 主菜

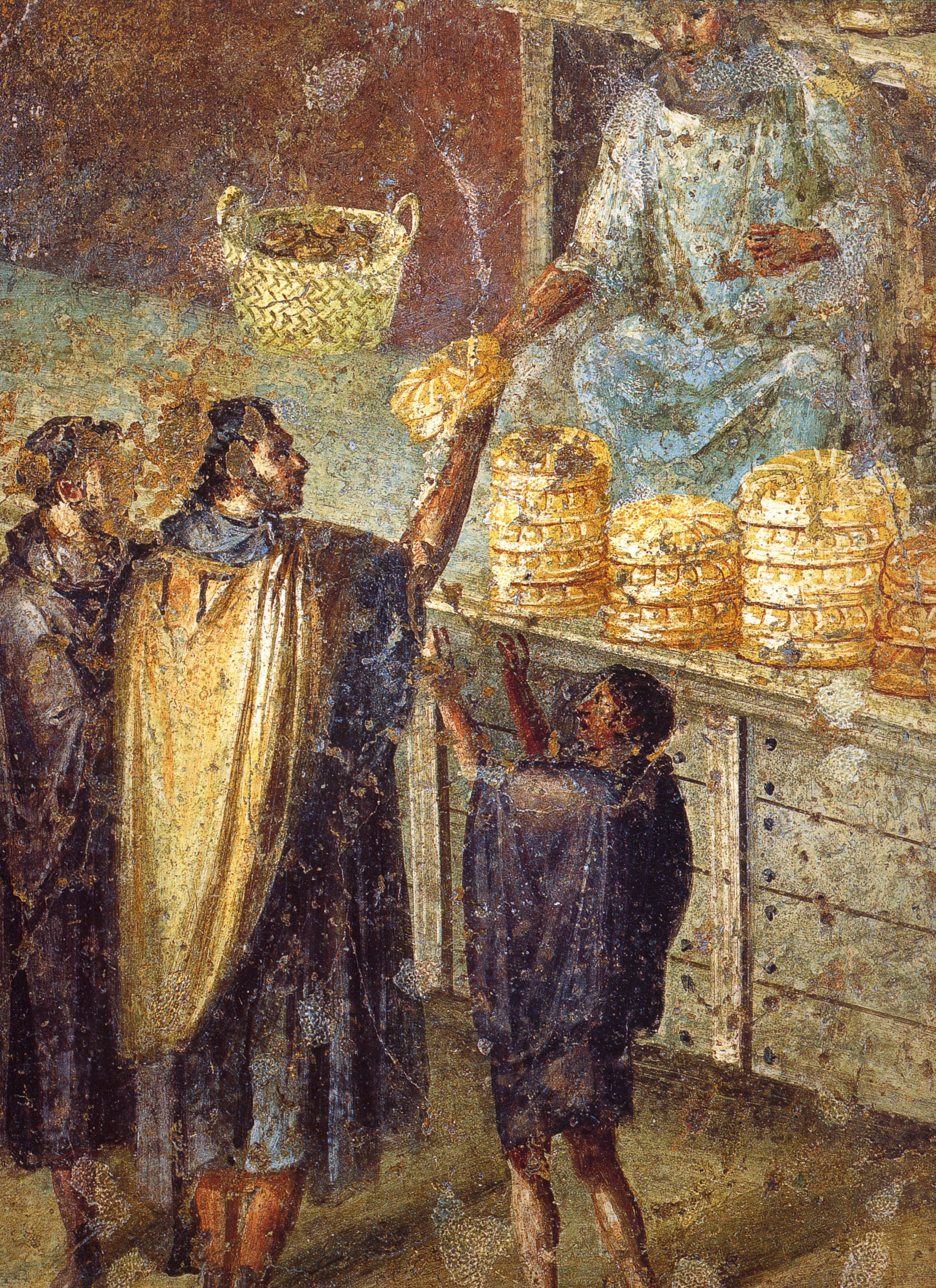
庞贝壁画上买面包的场景

宴会的主菜通常包括肉类。猪肉是最常吃，而且最受欢迎的肉食。一头猪的所有部分都可以做菜，资深食客往往专挑不寻常的部位，如乳房和子宫。猪耳朵也是一种美味佳肴。
罗马人不常吃牛肉。牛被用于农耕或拉车，而且坚硬难嚼，必须煮很长时间才可食用。连小牛肉也不太受欢迎，目前只知道有限的几个古罗马牛肉菜谱。
鹅肉通常来自饲养的家禽，有时候是刻意催肥的。催肥鹅肝的技术当时已经被掌握，像现在一样，鹅肝被当做美味佳肴。
那时鸡肉比鸭肉更贵。在特殊场合中，人们也会吃孔雀和天鹅。阉鸡是贵重的特色菜。
古罗马人很爱吃香肠，留下了惊人数量的菜谱，一般灌香肠的材料是猪肉和牛肉，还有一种血肠，和今天欧洲的血肠很相似，当时在大街上贩卖。
为了制造特殊效果，人们会在整头猪里塞满香肠和水果，用炭火烤熟。让烤猪以站立姿势上菜，切开烤猪的时候，香肠像动物内脏一样溢出。这种烹饪方法被戏称为“特洛伊木马猪”。
罗马人饲养兔子以供食用，其中野兔很难被驯化，因此肉价比一般兔子贵4倍。吃野兔被看做奢侈的行为，野兔肘特别受到青睐。刚出生的小兔子和兔子胎儿被当成美食。
在较早的时候，人们也吃鱼，鱼类通常比所有肉类都贵。罗马人试着在淡水和咸水中养鱼，但某些种类的鱼在圈养中长不肥。鲷鱼是一种受欢迎，但难以圈养的鱼类，在某段时期被视为奢侈品。罗马人喜爱鲷鱼最大的原因是它刚死时鲜亮的红色，因此有时候会把半死的鲷鱼放在餐桌上，看它慢慢死亡。流传下的婚礼食谱中就有这道菜，把半死的鲷鱼放在酱料中上桌。这一风气在帝国时代初期戛然而止。写于1世纪的小说《爱情神话》中，描写一个暴发户以半死的鲷鱼招待客人，此时这一招已经不流行了，暴发户因为不入时而遭讥笑。

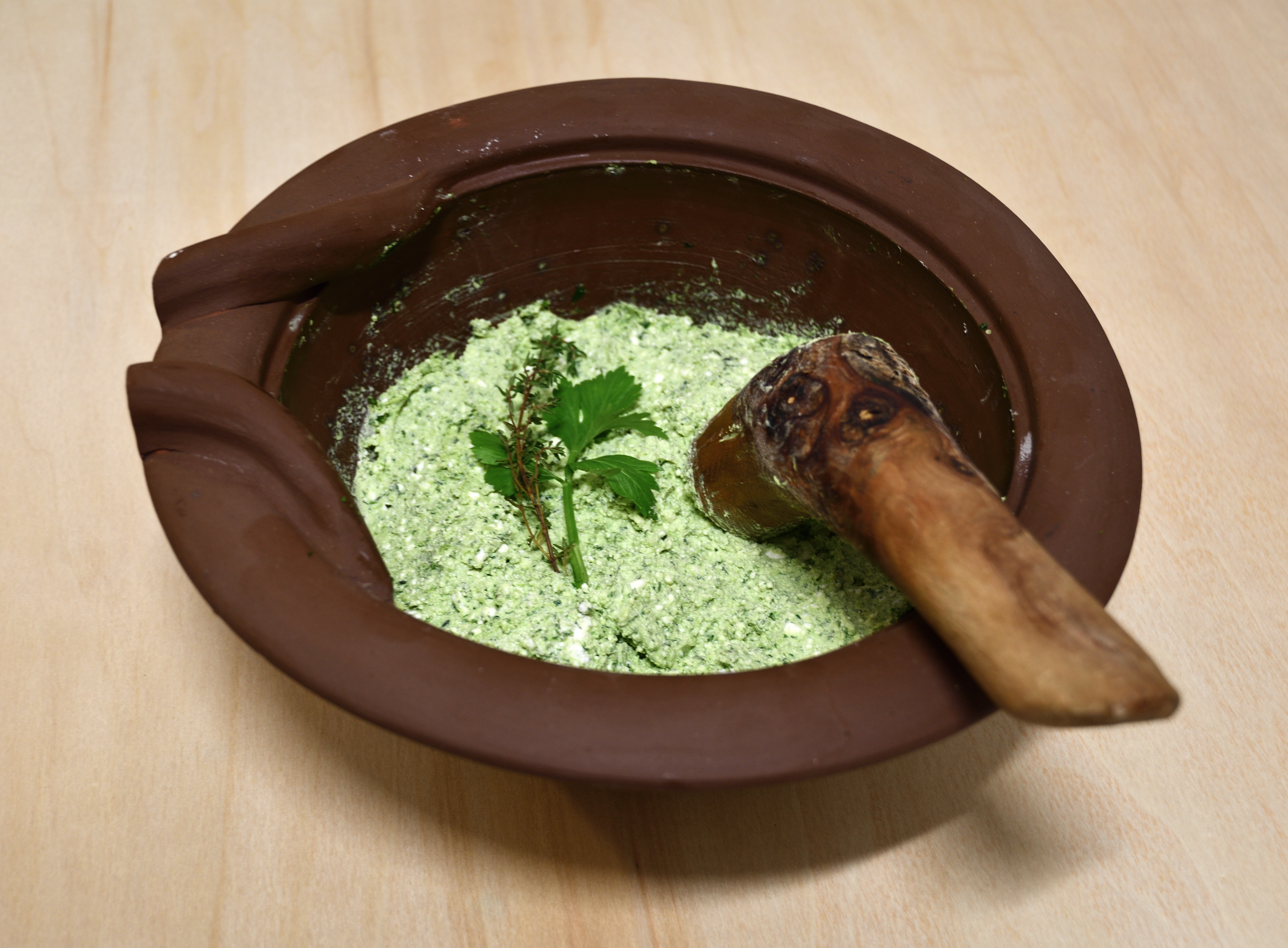
现代仿古制作的面包涂酱 Moretum

古罗马时代没有今天意义上的配菜，不过各个阶级都会吃小麦面包。在引进小麦后，只有最贫穷、没有烤箱的人才不得不继续吃粗粮面包。面包很快变成主食，发展出很多不同的品种。公元1世纪的时候，庞贝就有专业面包师了。
鱼酱（Garum）可以被用在古罗马所有菜肴里。鱼酱的做法是，把咸鱼——青花鱼肠尤佳，以慢热手段处理。装鱼的罐子在太阳下暴晒两到三个月，富含蛋白质的鱼肉几乎完全被酶分解。过滤后清澈的液体就是鱼酱，剩下的沉淀物可以用来抹面包吃。因为制作鱼酱气味很大，当时禁止在城市里做这项工作。鱼酱被装在双耳瓶里，罗马帝国各地都吃它，其调味作用完全取代了盐。今天类似的调味品是东南亚的鱼露。
上百种香料被大规模进口到罗马，在各地都很流行，其中黑胡椒尤为畅销。罗马人在烹饪时大量使用鱼酱和其他香料，以至于把蔬菜和肉本来的味道完全盖住。

### 甜点

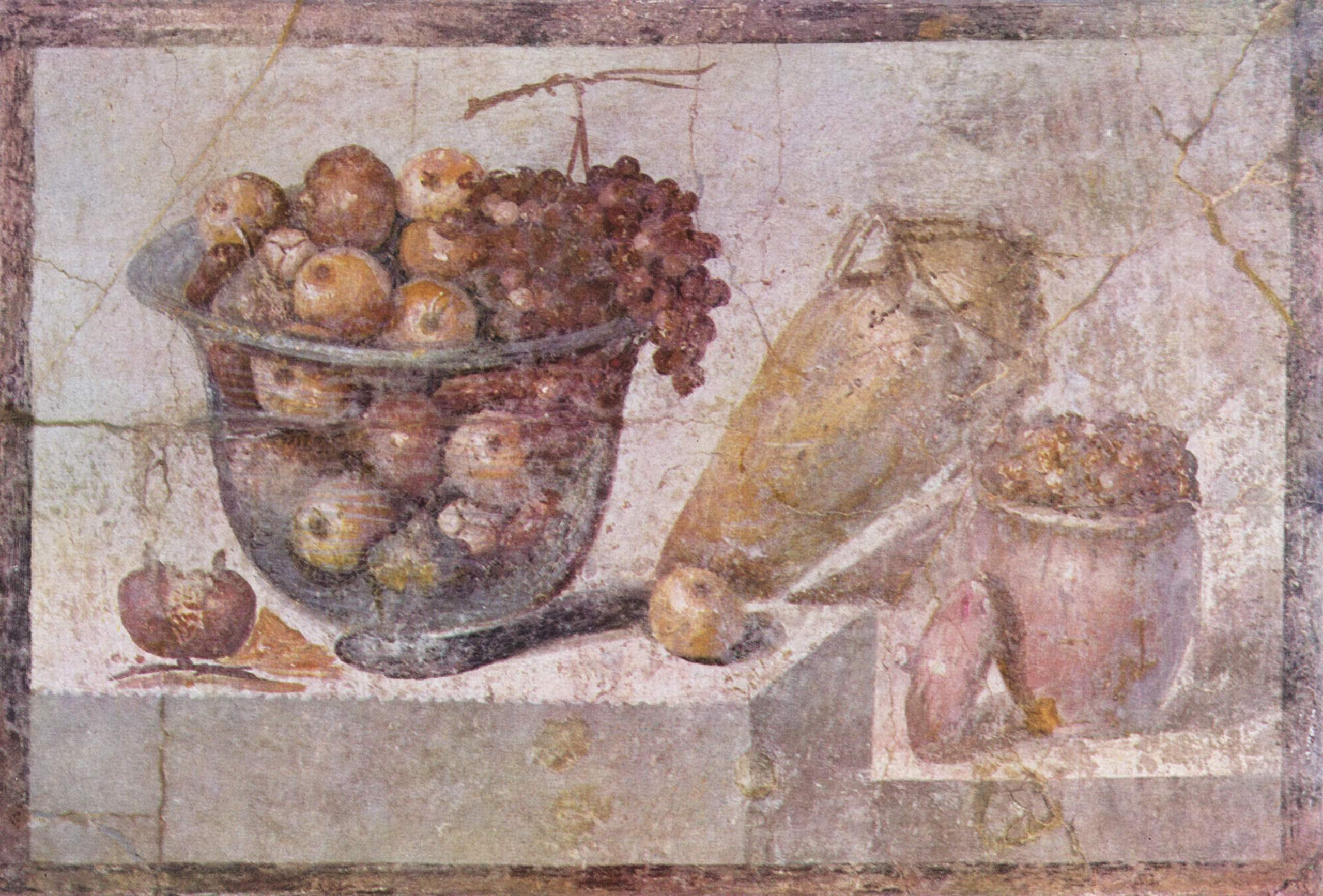
庞贝静物壁画(A.D.70)

葡萄是罗马人最喜爱的水果。古罗马已经把酿酒用的葡萄和作为水果的葡萄区分开。当时人们也吃葡萄干。除了葡萄以外，其他常吃的水果有无花果、海枣和石榴。罗马境内种植的水果还有榅桲、苹果、杏、桃、樱桃、梨、李子、黑醋栗、草莓、黑莓、欧楂、接骨木、桑葚、山楂、柚子、覆盆子和各种甜瓜。公元1世纪的人会使用柠檬，但没有广泛种植。
罗马面包师以制作花样繁多的面包、水果挞、甜面包和蛋糕闻名。罗马人吃的蛋糕通常用小麦做成，浸满蜂蜜，是点心重要的一部分。
蛤蜊和牡蛎被大规模人工繁殖，原本作为点心菜肴，后来才变成前菜。
罗马人吃的乾果有核桃、榛子、杏仁、栗子、松子。糖醃的乾果基本上和今天一样甜。

## 酒精饮料

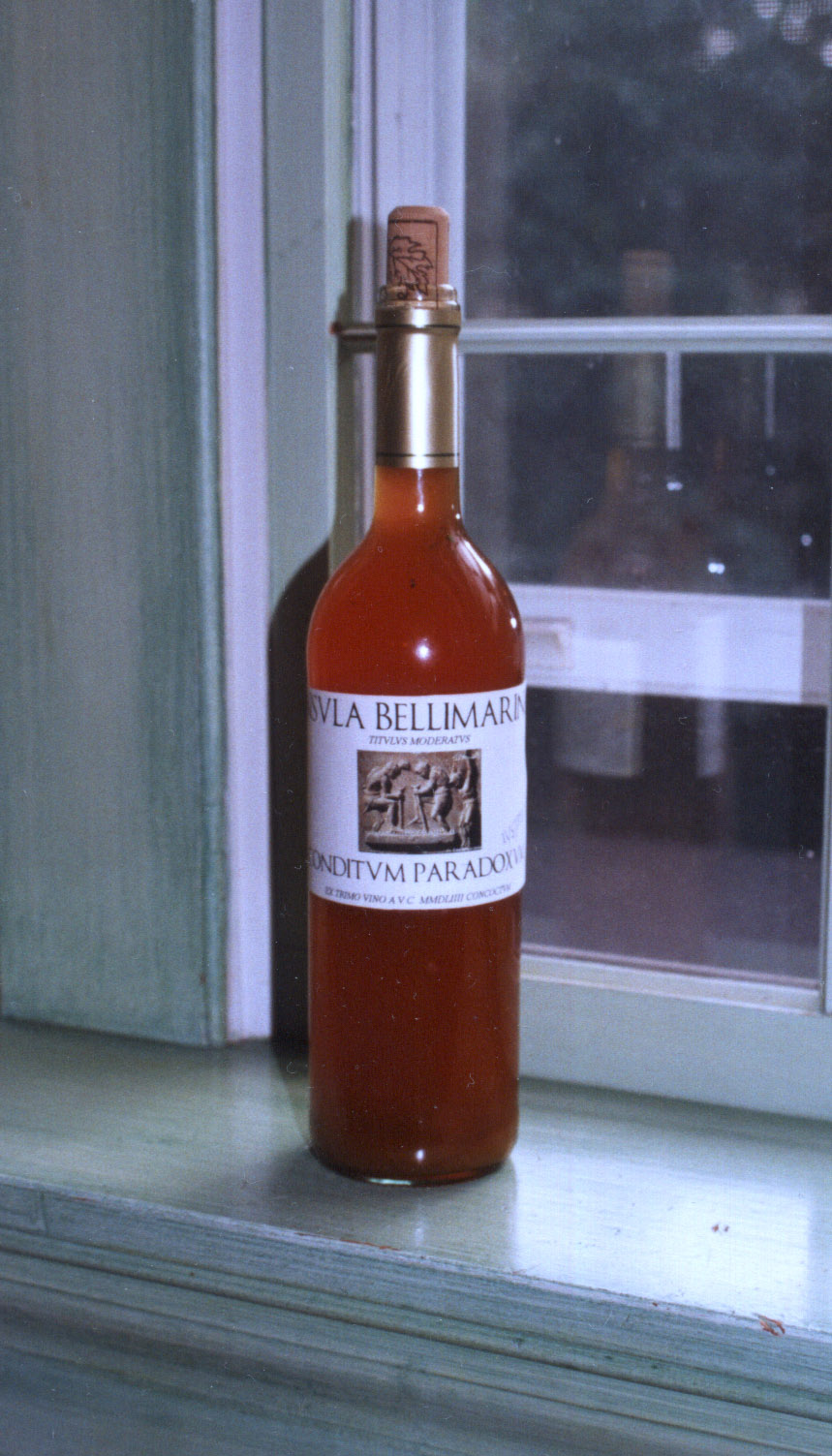
现代用古方再造的Conditum葡萄酒

古罗马时代还没有控制好发酵过程，葡萄酒的酒精含量难以预计，通常比现在高。所以在开始喝酒前会兑一些水。酿酒师一直在调整和改良酿酒技术，今天还能看到古罗马时代的酿酒方子。
当时的葡萄酒已经具有不同的风味。Passum是发源于迦太基，用葡萄干酿造，味道强烈甘甜；mulsum是把葡萄酒和蜂蜜调在一起的饮料；conditum是葡萄酒、蜂蜜和香料混合好，贮藏酿成的酒。一种混合酒的方子提到，把葡萄酒加入蜂蜜、黑胡椒、月桂、海枣、洋乳香、番红花，煮熟后贮藏一段时间饮用。另一个方子除了以上配料外，还加入海水、沥青和松香。一个希腊旅行者的记录中写，罗马人的酒里全是添加剂的味道。
啤酒被视为低俗的饮料。变酸的酒里掺水和草药，在下层阶级里流行，也是罗马士兵的主要饮品。

### 引用
1. ↑  Artman,John:"Ancient Rome- Independent Learning Unit",page 26, Good Apple, 1991.
2. ↑  Artman,John:"Ancient Rome- Independent Learning Unit",page 26, Good Apple,1991.
3. ↑  Artman,John::"Ancient Rome- Independent Learning Unit",page 26, Good Apple,1991.
4. ↑  Guy,John:"Roman Life",page 8, Ticktock Publishing LTD,1998.
5. ↑  Erdoes, Richard. 1000 Remarkable Facts about Booze. New York: The Rutledge Press, 1981, p. 88.